# Метель
Метель (пол. Mietel) — село в Польщі, у гміні Стопниця Буського повіту Свентокшиського воєводства.
Населення — 461 особа (2011).
У 1975—1998 роках село належало до Келецького воєводства.

## Демографія
Демографічна структура на день 31 березня 2011 року:
|          | Загалом | Допрацездатний вік | Працездатний вік | Постпрацездатний вік |
| -------- | ------- | ------------------ | ---------------- | -------------------- |
| Чоловіки | 227     | 41                 | 163              | 23                   |
| Жінки    | 234     | 37                 | 137              | 60                   |
| Разом    | 461     | 78                 | 300              | 83                   |